# Kanton Castelnau-de-Montmiral
Kanton Castelnau-de-Montmiral is een voormalig kanton van het Franse departement Tarn. Kanton Castelnau-de-Montmiral maakte deel uit van het arrondissement Albi en telde 3607 inwoners (1999). Het werd opgeheven bij decreet van 17 februari 2014 met uitwerking op 22 maart 2015.

## Gemeenten
Het kanton Castelnau-de-Montmiral omvatte de volgende gemeenten:
- Alos
- Andillac
- Cahuzac-sur-Vère
- Campagnac
- Castelnau-de-Montmiral (hoofdplaats)
- Larroque
- Le Verdier
- Montels
- Puycelsi
- Saint-Beauzile
- Sainte-Cécile-du-Cayrou
- Vieux